# Ibraim Sori
Ibraim ou Ibraima Sori (ou Ibrahima Sori Barry Mawdo; m. 1784) foi um líder do Imamato de Futa Jalom que agora é a Guiné na África Ocidental num período de 1751 a 1784.                                            

## Precedentes

Estados fundados através da jiade fula na altura de 1830 - Região de Futa Jalom para o Oeste

Na segunda metade do século XVIII, um movimento islâmico militante começou na região do Sudão ao sul do Saara, que se estendeu do Senegal ao Nilo. Os líderes fizeram uma jiade (guerra santa) contra pagãos e muçulmanos menos praticantes, estabelecendo uma série de estados estritamente muçulmanos em toda a região. A primeira jiade foi lançada no Futa Jalom em 1726 por Ibraim Muça. Ele era um importante clérigo muçulmano que havia estudado em Cancã.
Ibraim Muça, também conhecido como Ibraim Sambegu, Caramoco Alfa ou Alfa Ibraim, recrutou o apoio de gangues de jovens, escravos e proscritas sua luta contra os poderes governantes. Ele tornou-se reconhecido como o "Comandante dos fiéis" em um momento em que os fulas estavam ganhando supremacia sobre os dialonquês em uma jiade, embora ele tivesse que lutar com famílias concorrentes e com clérigos e líderes militares. O povo Dianlonquê adotou a religião muçulmana e alcançou algum status social, mas permaneceu subordinado aos líderes da Fula. O processo da jiade foi prolongado, porque os Fula não estavam simplesmente assumindo um estado existente, mas estavam construindo um novo estado. Caramoco Alfa morreu em 1751.

## Luta pelo domínio
Ibraim Sori era o primo de Alfa Ibraim. Ele conseguiu Alfa Ibraim sobre a morte deste último e consolidou a autoridade militar fulas. Seus motivos eram mais comerciais do que religiosos. Ele jogou sua energia para assumir o controle de todo o comércio, que naquela época consistia basicamente em escravos comerciais para o tecido europeu, o ferro e as armas. Sori promoveu a guerra como um meio para ganhar mais escravos, unindo forças com o rei do povo Dialonqué de Solima.
Em 1762, as forças combinadas de fulas e Solima invadiram o território do animista Império de Uassulu para o oeste e foram derrotadas. A aliança entre fulas e Solima terminou. Os Solima se aliaram com os uassulunquês contra os fulas e começaram a atacar anualmente no território fulas. Em 1776 foram derrotados decisivamente pelos fulas sob Ibraim Sori, e o Solima teve que aceitar a supremacia fulas.

## Líder almami
Após a vitória sobre a Solima, Ibraim Sori adotou o título almami. Ele se tornou conhecido como Sori Maudo ("Sori, o Grande"). Embora ele fosse o líder dos fulas, tal teve que respeitar o conselho de um ancião, e teve que aceitar que o conselho confirmaria seus sucessores. O conselho também recolheu dízimos e botas para cobrir os custos da jiade e aplicou as leis da Shari. Sob Ibraim Sori, o estado teocrático foi organizado em nove províncias, lideradas por um clérigo subordinado a Sori como almami. O almami foi formalmente instalado em Fugumba, a capital religiosa, mas governou Timbo, a capital política, com a ajuda do conselho.
O conselho ficou com certa cobiça do poder e prestígio de Ibraim Sori, e começou a agitar-se contra ele. Sori entrou em Fugumba, executou os conselheiros que se opuseram a ele e convocou uma assembléia geral para confirmar sua autoridade. A assembléia embalada devidamente votada a seu favor, e a facção militar estava firmemente controlada até a morte de Sori em 1791-1792. Ele foi sucedido por seu filho Said, que ocupou o cargo até 1797-1798, quando foi morto e substituído por um descendente de Caramoco Alfa.Os líderes fulas  originais mantiveram o direito de eleger o almami, que geralmente era descendente clerical de Alfa Ibraim ou de um descendente mais secular e militar de Ibraim Sori.